# May Allison
May Allison (Rising Fawn, 14 giugno 1890 – Bratenahl, 27 marzo 1989) è stata un'attrice statunitense, attiva a teatro e al cinema: nella sua carriera, dal 1915 al 1927, girò 59 film. 
Il debutto cinematografico lo fece ne La vampira: un film interpretato da Theda Bara che è entrato nella storia del cinema perché codifica il personaggio della femme fatale, definito qui come vamp o vampiro.

## Biografia
La più giovane di cinque figli, May Allison nacque in Georgia, figlia del dottor John Simon (Sam) Allison e di Nannie Virginia (Wise) Allison.  Alta 1,57, occhi viola, diventò attrice e, nel 1914, a 24 anni, arrivò a debuttare sui palcoscenici di Broadway dove il suo nome appare nel cartellone di Apartment 12-K, un lavoro teatrale di Lawrence Rising che andò in scena con scarso successo il 20 luglio 1914.
L'anno seguente, May Allison si trasferì in California, a Hollywood, dove lavorò per il cinema, il nuovo mezzo che stava cominciando a conquistare i mercati.
Il suo primo ruolo fu quello di un'ingenua in un film che aveva come protagonista il personaggio fosco e intrigante della vamp, interpretata da Theda Bara che, con quel ruolo, acquisì un successo internazionale.
Lo stesso anno, May Allison venne affiancata a Harold Lockwood in David Harum, un film diretto da Allan Dwan: la coppia formata dai due attori - giovani, belli e dall'aria di bravi ragazzi - incontrò subito il favore del pubblico. Nacque, così, un solido sodalizio artistico che li unì per tre anni e che durò per tutto il restante periodo della prima guerra mondiale. Girarono insieme circa venticinque pellicole, tutte quante con successo immutato. Fu forse la prima coppia dello schermo a diventare famosa in quanto tale anche se il loro legame, tuttavia, fu sempre e solo esclusivamente artistico.

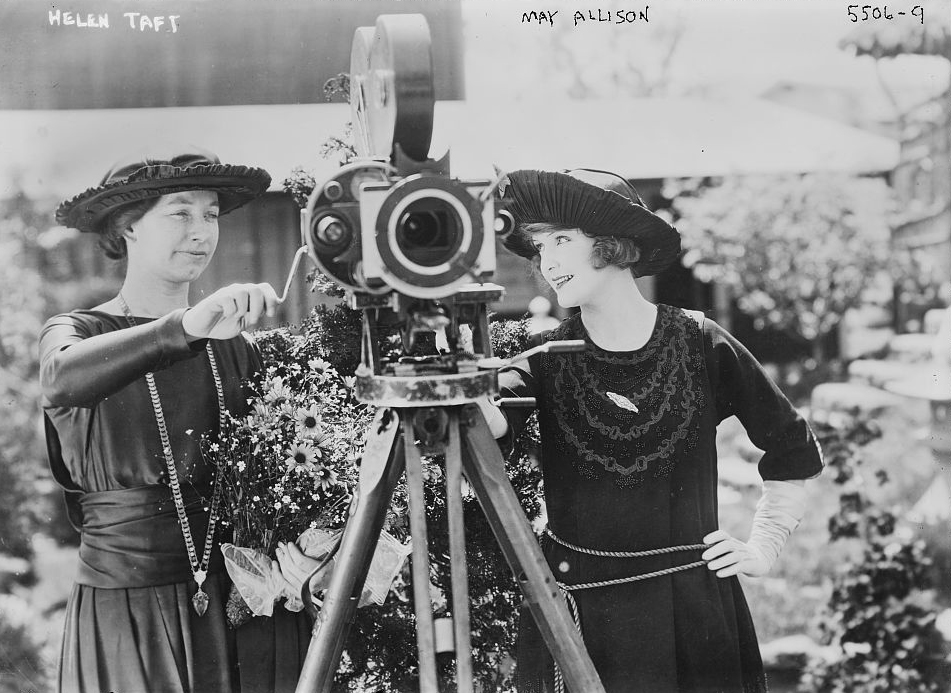
La first lady Helen Taft e May Allison scherzano sul set (foto della Library of Congress)

Nel 1918, però, Lockwood morì a trentun anni colpito dalla spagnola, l'epidemia di influenza che causò decine di milioni di morti in tutto il mondo. La perdita del partner influì in maniera negativa sulla carriera di May, che riprese a recitare insieme ad altri attori, ma senza riuscire più a raggiungere il successo precedente.
Il suo ultimo film, The Telephone Girl, dove fu diretta da Herbert Brenon, lo girò nel 1927 prima di ritirarsi definitivamente a vita privata.

## Vita privata
Nel 1920, l'attrice si sposò con l'attore Robert Ellis da cui avrebbe poi divorziato tre anni più tardi. Quindi, sposò James Quirk, l'editore della rivista Photoplay. Dopo aver divorziato anche da Quirk nel 1932, May sposò Carl Norton Osborne cui resterà accanto per quarant'anni, fino alla morte di lui nel 1982. Gli sopravvisse sette anni, morendo nel 1989, all'età di 98 anni a Bratenahl, nell'Ohio.
Negli ultimi anni, May Allison passò gran parte del tempo a Tucker's Town, Bermuda. Molto attiva nelle relazioni sociali e culturali, fu - tra l'altro - patrocinatrice dell'Orchestra di Cleveland, una delle cinque maggiori orchestre degli Stati Uniti.

## Filmografia
La filmografia, secondo IMDb, è completa.
- La vampira (A Fool There Was), regia di Frank Powell (1915)
- David Harum, regia di Allan Dwan (1915)
- The Governor's Lady, regia di George Melford (1915)
- The Secretary of Frivolous Affairs, regia di Thomas Ricketts (1915)
- The Great Question, regia di Tom Ricketts (1915)
- The House of a Thousand Scandals, regia di Thomas Ricketts - cortometraggio (1915)
- Pardoned, regia di Tom Ricketts (1915)
- The End of the Road, regia di Thomas Ricketts (1915)
- The Buzzard's Shadow, regia di Tom Ricketts (1915)
- The Tragic Circle, regia di Tom Ricketts (1915)
- The Other Side of the Door, regia di Tom Ricketts (1916)
- The Secret Wire, regia di Tom Ricketts - cortometraggio (1916)
- The Gamble, regia di Tom Ricketts - cortometraggio (1916)
- The Man in the Sombrero, regia di Tom Ricketts - cortometraggio (1916)
- The Broken Cross, regia di Tom Ricketts - cortometraggio (1916)
- Lillo of the Sulu Seas, regia di Tom Ricketts - cortometraggio (1916)
- Life's Blind Alley, regia di Tom Ricketts (1916)
- L'esiliato (The Come-Back), regia di Fred J. Balshofer (1916)
- The Masked Rider, regia di Fred J. Balshofer (1916)
- The River of Romance, regia di Henry Otto (1916)
- Mister 44, regia di Henry Otto (1916)
- Big Tremaine, regia di Henry Otto (1916)
- Pidgin Island, regia di Fred J. Balshofer (1916)
- The Promise, regia di Jay Hunt (1917)
- The Hidden Children, regia di Oscar Apfel (1917)
- Social Hypocrites, regia di Albert Capellani (1918)
- The Winning of Beatrice, regia di Harry L. Franklin (1918)
- A Successful Adventure, regia di Harry L. Franklin (1918)
- The Return of Mary, regia di Wilfred Lucas (1918)
- The Testing of Mildred Vane, regia di Wilfred Lucas (1918)
- Her Inspiration, regia di Robert Thornby (1918)
- In for Thirty Days, regia di Webster Cullison (1918)
- Peggy Does Her Darndest, regia di George D. Baker (1919)
- The Island of Intrigue, regia di Henry Otto (1919)
- Castles in the Air, regia di George D. Baker (1919)
- Almost Married , regia di Charles Swickard (1919)
- The Uplifters, regia di Herbert Blaché (1919)
- Fair and Warmer, regia di Henry Otto (1919)
- The Walk-Offs, regia di Herbert Blaché (1920)
- The Cheater, regia di Henry Otto (1920)
- Held in Trust, regia di John Ince (1920)
- Are All Men Alike?, regia di Phil Rosen (1920)
- The Marriage of William Ashe, regia di Edward Sloman (1921)
- Extravagance, regia di Phil Rosen (1921)
- The Last Card, regia di Bayard Veiller (1921)
- Big Game, regia di Dallas M. Fitzgerald (1921)
- The Woman Who Fooled Herself, regia di Charles Logue (1922)
- The Broad Road, regia di Edmund Mortimer (1923)
- Flapper Wives, regia di Justin H. McCloskey, Jane Murfin (1924)
- Youth for Sale, regia di Christy Cabanne (1924)
- I Want My Man, regia di Lambert Hillyer (1925)
- Wreckage, regia di Scott R. Dunlap (1925)
- The Greater Glory, regia di Curt Rehfeld (1926)
- Uomini d'acciaio (Men of Steel) di George Archainbaud (1926)
- Mismates, regia di Charles Brabin  (1926)
- Nei gorghi di New York (The City), regia di Roy William Neill (1926)
- One Increasing Purpose, regia di Harry Beaumont (1927)
- Her Indiscretion (1927)
- The Telephone Girl, regia di Herbert Brenon (1927)